# Charles Duvernoy
Pour les articles homonymes, voir Duvernoy.
Jacques Georges Charles Duvernoy est un clarinettiste, compositeur et pédagogue français, né le 23 octobre 1763 à Montbéliard et mort le 28 février 1845 à Paris.

## Biographie
Charles Duvernoy apprend la clarinette à Strasbourg avec le maître de musique d’une garnison. Il fait lui-même partie d'un corps de musique militaire pendant un certain temps puis s’installe à Paris en 1790. Comme son frère Frédéric Duvernoy, il est alors membre de la musique de la Garde nationale jusqu’en 1795, puis est première clarinette au théâtre de Monsieur, à la foire Saint-Germain et au théâtre Feydeau, poste qu'il occupera jusqu'en 1824.
En parallèle il mène une activité de pédagogue, étant professeur au Conservatoire de musique et de déclamation à Paris entre 1800 et 1802 puis de nouveau entre 1808 et 1816.
Dans la Biographie nouvelle des contemporains publiée en 1822 on peut lire : « M. Charles Duvernoy n'est pas moins distingué sur la clarinette que son frère sur le cor, et l'on admire sa manière brillante dans l'exécution des solo. »
Il est le père du compositeur Henri Duvernoy, du chanteur Charles-François Duvernoy (de) et du corniste Antoine François Frédéric Duvernoy.
Il est inhumé au cimetière de Montmartre (division 32).

## Œuvres
Comme compositeur on lui doit principalement des œuvres pour son instrument :
- Trois quatuors pour clarinette et cordes, op. 1
- Trois quatuors pour clarinette et cordes, op. 2[8]
- Six airs variés pour la clarinette, avec accompagnement de basse[9]
- Trois sonates pour clarinette et basse, op. 5[10]
- Plusieurs concertos pour clarinette et orchestre, dont un Concerto n° 3 en si bémol majeur réédité au XXe siècle[11]

## Liens
- Ressources relatives à la musique :   - MusicBrainz
  - Muziekweb
  - Répertoire international des sources musicales
- Notices d'autorité :   - VIAF
  - ISNI
  - BnF (données)
  - LCCN
  - GND
  - Pays-Bas
  - NUKAT
  - Tchéquie
  - WorldCat
- (de) « Startseite », sur merkelstiftung.de (consulté le 4 janvier 2024)
- « Prix de Rome 1840-1849 », sur musimem.com (consulté le 4 janvier 2024)